# (39256) Zacny
(39256) Zacny est un objet de la ceinture principale intérieure découvert en 2000.

## Description
(39256) Zacny a été découvert le 19 décembre 2000 à la station Anderson Mesa, un des deux sites d'observation de l'observatoire Lowell en Arizona (États-Unis), par le programme Lowell Observatory Near-Earth-Object Search (LONEOS).

### Caractéristiques orbitales
L'orbite de cet astéroïde est caractérisée par un demi-grand axe de 1,95 ua, un périhélie de 1,75 ua, une excentricité de 0,11 et une inclinaison de 22,26° par rapport à l'écliptique. Du fait de ces caractéristiques, à savoir un demi-grand axe inférieur à 2 ua et un périhélie supérieur à 1,666 ua, il est classé, selon la JPL Small-Body Database, objet de la ceinture principale intérieure.

### Caractéristiques physiques
(39256) Zacny a une magnitude absolue (H) de 16,2 et un albédo estimé à 0,281.